# Campaspero
Campaspero là một đô thị ở tỉnh Valladolid (Castile và León), giáp với tỉnh Segovia. Đây là đô thị có độ cao 900 m trên mực nước biển.